# بخش کریشنا
بخش کریشنا (به انگلیسی: Krishna district) یک بخش در هند است که در آندرا پرادش واقع شده‌است. بخش کریشنا ۴٬۵۱۷٬۳۹۸ نفر جمعیت دارد.